# Раналд Макензи
Раналд Слайдъл Макензи (на английски: Ranald Slidell Mackenzie), наричан Бед Хенд (Bad Hand – Лоша ръка), е генерал от армията на Съединените щати.

## Биография
Син е на Александър Слайдъл Макензи, популярен автор и морски офицер, взел фамилното име Макензи на майка си Катрин (Роинсън) Макензи. По-големият брат Джон Слайдъл на баща му е министър, а сестра му Джейн Слайдъл е съпруга на Матю Пери, открил Япония за Запада. Раналд има 2 братя – Александър Слайдъл Макензи Младши (лейтенант във флота) и контраадмирал Mорис Робинсън Слайдъл Макензи, както и сестра Хариет Слайдъл Макензи.
Роден е в Ню Йорк на 27 юли 1840 г. Учи в колежа Уилямс, а след това завършва Военната академия (1862). Като първи в класа е разпределен като младши лейтенант в Армията на Потомак. В рамките на 2 години участва в 8 големи битки и е повишен в чин полковник. По-късно в долината Шенъндоа ръководи войските в 5 битки. В края на кампанията срещу Робърт Лий е повишен в генерал-майор.

## Военна кариера
През 1867 г. Макензи приема назначение като полковник на 41-ви пехотен полк и на новосформирания черен полк, реорганизиран 2 години по-късно в 24-ти пехотен полк. На 25 февруари 1871 г. поема командването на 4-ти кавалерийски полк във Форт Кончо. Месец по-късно премества щаба си във Форт Ричардсън. През лятото на 1871 г. започва серия от експедиции в Ляно Естакадо в опит да върне избягали индианци обратно в резерватите. През октомври войските му нападат група команчи в каньона Бланко. В битката Макензи е ранен. На 29 септември 1872 г. побеждава друга група команчи в близост до мястото на днешния град Лифорс. През 1873 г. Макензи е назначен във Форт Кларк, за да сложи край на индианските нападения и кражби на добитък от Мексико. На 18 май 1873 г., без разрешение той навлиза с войските си в Мексико и напада лагер на индианци кикапу близо до Ремолино. Макензи изгаря селото и отвежда обратно със себе си 40 пленници. Ефективният граничен контрол от негова страна спират индианските набези.
През юли 1874 г. генерал-лейтенант Филип Шеридан заповядва на Макензи да се придвижи с 5 кавалерийски роти към индианските скривалища в източната част на Ляно Естакадо. На 28 септември Той открива индианските села в каньона Пало Дуро. Индианците не успяват да удържат атаката и се разпръсват. След тях войниците опожаряват всичко индианско в каньона. След това Макензи заповядва да се избият всички заловени индиански коне. На 5 ноември той води последната си битка с команчите в близост до езерото Тахока. През март 1875 г. Макензи поема командването във Форт Сил и контрола над резерватите на команчите, кайовите, шайените и арапахо. На 2 юни последният вожд на команчите на свобода Куана Паркър пристига във Форт Сил с 407 последователи и 1500 коня и се предава. Така индианските войни в южните равнини наречена Войната Ред Ривър свършва.
След поражението на подполковник Джордж А. Къстър при река Литъл Бигхорн през 1876 г., Макензи поема командването на областта Блек Хилс в Камп Робинсън, Небраска. През октомври той принуждава вожда на сиуксите Червения облак да се върне с последователите си в резервата. На 25 ноември Макензи нанася решително поражение на северните шайени. След това заминава за кратко във Вашингтон, след което се връща в Блек Хилс, а след това във Форт Сил. В края на 1877 г. индианци от Мексико започват отново набези в Южен Тексас и от март 1878 г. Макензи отново е изпратен във Форт Кларк да въдвори ред по границата. Ефективното му ръководство дава резултат и от октомври набезите спират.

## Последни години
През октомври 1879 г. Макензи е изпратен в Колорадо с 6 кавалерийски роти да предотврати бунт на индианците юта в агенцията им в Лос Пинос. На 2 септември 1881 г., Макензи получава заповед да придвижи кавалерията си в Аризона, да поеме командването на всички военни части там и да се справи с бунтуващите се апачи. На 30 октомври поема управлението на военния окръг Ню Мексико, за да помири и тамошните индианци и в рамките на година армията налага пълен контрол в региона. Макензи е повишен в чин бригаден генерал, но е сериозно болен. На 27 октомври 1883 г. той е преместен да командва Военния департамент в Тексас. Няколко дни по-късно състоянието му се влошава и е откаран в Ню Йорк. На 24 март 1884 г. Макензи се оттегля от армията. През юни се мести да живее в Мористаун. През 1886 г. се премества в Ню Брайтън на Статън Айлънд, където умира на 19 януари 1889 г. Погребан е във военното гробище в Уест Пойнт.